# Stéphane Moulin
Stéphane Moulin (* 4. August 1967 in Paris) ist ein ehemaliger französischer Fußballspieler und jetziger -trainer. 

## Karriere

### Als Spieler
Moulin begann seine fußballerische Karriere beim SCO Angers, wo er von 1984 an sechs Jahre aktiv war. 1990 wechselte er zum LB Châteauroux und zwei Jahre später zu SO Châtellerault. Für Châtelleralut kam er insgesamt fünfmal in der Coupe de France, wobei er einmal traf. Im Sommer 1997 beendete er seine aktive Karriere.

### Als Trainer
Moulin begann direkt nach seinem Karriereende, als Trainer bei seinem letzten Verein SO Châtellerault. 2005 übernahm er die Zweitmannschaft von Angers. Nach sechs Jahren wurde er zum Cheftrainer der Profimannschaft befördert. Sein erstes Spiel trainierte er am 22. Juli 2011 (1. Runde) in der Coupe de la Ligue bei einer 1:2-Niederlage gegen den FC Tours. Den ersten Sieg als Trainer der Mannschaft konnte er am 12. August 2011 (3. Spieltag) bei einem 3:1-Sieg über den FC Istres. Mit Angers stieg er 2015 in die Ligue 1 auf. In seiner ersten Erstliga-Saison führte er Angers auf einen Mittelfeldplatz. Ein Jahr vor seinem Vertragsende verließ er den Verein nach der Saison 2020/21 auf eigenen Wunsch und übernahm zur darauffolgenden Saison den Zweitligisten SM Caen.

## Erfolge
Als Trainer
- Aufstieg in die Ligue 1: 2015
- Zweiter der Coupe de France: 2017